# Yirrkala macrodon
Yirrkala macrodon är en fiskart som först beskrevs av Bleeker, 1863.  Yirrkala macrodon ingår i släktet Yirrkala och familjen Ophichthidae. Inga underarter finns listade i Catalogue of Life.